# Каццаго-Браббия
Каццаго-Браббия (итал. Cazzago Brabbia) — коммуна в Италии, располагается в провинции Варесе области Ломбардия.
Население составляет 785 человек (2008 г.), плотность населения составляет 262 чел./км². Занимает площадь 3 км². Почтовый индекс — 21020. Телефонный код — 0332.

## Демография
Динамика населения:

## Администрация коммуны
- Официальный сайт: